# Kim Boutin
Pour les articles homonymes, voir Boutin.
Kim Boutin, née le 16 décembre 1994 à Sherbrooke au Québec, est une patineuse québécoise de vitesse courte piste, membre de l'équipe nationale du Canada. Elle a remporté plusieurs médailles aux Championnats canadiens,, en Coupe du monde et trois médailles aux jeux olympiques de Pyeongchang en 2018.

## Biographie
Kim Boutin vit aujourd'hui à Montréal. Elle est étudiante et dans son temps libre, elle aime peindre et tricoter.
La personne qui a eu le plus d'influence sur sa vie est son entraîneur Sébastien Cros et elle considère sa compatriote Marianne St-Gelais comme son mentor.

## Carrière

### Débuts
Boutin commence le courte piste à l'âge de six ans, pour suivre les pas de son grand frère.

### Premiers résultats mondiaux
Pendant la saison 2014-2015, elle se blesse au dos et ne peut pas s'entraîner pendant plusieurs mois d'affilée, mais arrive quand même septième au classement général des Championnats du Monde. Pendant la saison suivante, elle fait une pause de six mois, due à une petite blessure au dos et surtout à la fatigue physique et mentale.
En 2016-2017, elle remporte le championnat canadien au 1 000 mètres et au 3 000 mètres, obtient l'argent au 1 500 mètres et le bronze au 500 mètres. En coupe du monde, elle obtient le bronze au relais à Salt Lake City et à Dresde, le bronze au 1 500 mètres à Gangneung, l'argent au relais à Shanghai et l'or au 1 500 mètres à Dresde.

### Jeux Olympiques de Pyeongchang

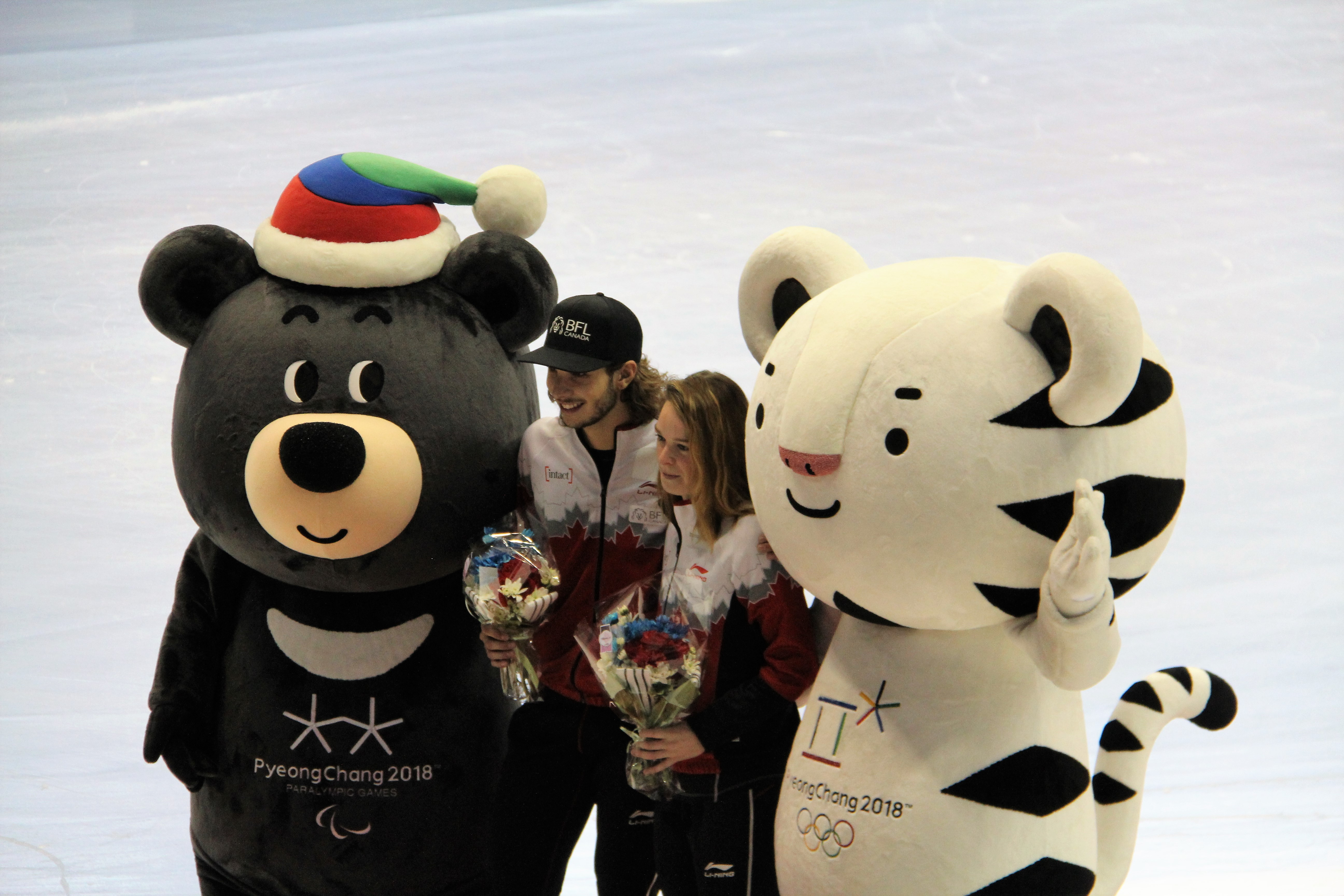
Kim Boutin et Samuel Girard sélectionnés pour participer aux Jeux Olympiques de Pyeongchang.

En août 2017, les sélections olympiques se déroulent à l’aréna Maurice Richard de Montréal. Les patineurs doivent exécuter à trois reprises chacune des distances : 500 m, 1 000 m et 1 500 m. Kim Boutin se qualifie pour les Jeux Olympiques de Pyeongchang de février 2018, en cumulant huit victoires et une deuxième place sur un total de neuf courses,,,.
Elle participe ensuite au circuit de coupe du monde, qui fait office de qualifications internationales pour les Jeux olympiques. En octobre, à Dordrecht, elle prend la deuxième place au 500 mètres et le bronze au relais. À la manche suivante, à Budapest, elle obtient la deuxième place au 1 000 mètres et au 1 500 mètres, ainsi qu'au relais. À Shanghai, à la troisième manche de la saison, elle ne participe pas au 1 500 mètres. Elle remporte le 1 000 mètres devant sa compatriote Marianne St-Gelais et le 500 mètres devant Arianna Fontana,. En finale A du relais, l'équipe, composée d'elle et de Marianne St-Gelais, Kasandra Bradette et Jamie Macdonald, reçoit une pénalité et arrive donc quatrième. À la dernière manche de la saison, en novembre 2017, elle arrive troisième au 1 500 mètres. Elle prend l'argent au 1 000 mètres, ce qui la place première au classement général de la saison sur la distance. Elle ne participe pas au 500 mètres.
Elle décroche une médaille d'argent au 1 000 m et deux médailles de bronze au 500 m et au 1 500 m. Au 500 mètres, elle prend la troisième place après que la Sud-Coréenne Choi Min-jeong est disqualifiée pour contact. De nombreux fans de Corée du Sud estiment la décision abusive et elle reçoit des milliers de messages d'insultes et de menaces sur ses réseaux sociaux, montant en larmes sur le podium. Elle est mise sous escorte policière pour le reste de la période olympique et ferme temporairement tous ses comptes sur les réseaux sociaux,. Seule triple médaillée de cette édition des jeux olympiques, elle est porte-drapeau du Canada à la cérémonie de clôture.
Après les Jeux, les menaces et le harcèlement qu'elle a subis lui font envisager d'arrêter sa carrière, mais elle reprend l'entraînement après un an de pause. Elle effectue une thérapie spécialisée dans la gestion des traumatismes. En 2019, elle part s'entraîner aux Pays-Bas temporairement. En novembre 2019, elle devient la première femme à terminer un 500 mètres en moins de 42 secondes.

### Jeux olympiques de Beijing
Aux épreuves de patinage de vitesse sur piste courte aux Jeux olympiques de 2022, elle remporte une médaille de bronze au 500 mètres.

### Olympiade 2022-2026
Pour la saison 2023-2024, elle annonce mettre en retrait sa carrière sportive et se consacrer surtout à ses études pour quelques mois, ne participant donc pas à la première moitié de la saison de coupe du monde. Elle confirme cependant son intention de participer aux Jeux de 2026.
En mars 2024, elle remporte le 500 mètres aux championnats du monde devant Xandra Velzeboer et Kristen Santos-Griswold.
En septembre 2024, elle finit troisième des championnats du Canada derrière Florence Brunelle et Danaé Blais.

## Prix et récompenses
En 2015, Boutin reçoit le prix d'Étoile Montante du short-track de l'année par l'organisme Speed Skating Canada.
En 2019, lors de la coupe du monde à Salt Lake City, elle établit un nouveau record du monde au 500 m avec un temps de 41,936 secondes.